# Theodor Kullak
Theodor Kullak (ur. 12 września 1818 w Krotoszynie, zm. 1 marca 1882 w Berlinie) – niemiecki pianista i pedagog. Brat Adolpha i ojciec Franza.

## Życiorys
Początkowo uczył się muzyki pod patronatem księcia Antoniego Henryka Radziwiłła u Albrechta Agthego. W 1837 roku wyjechał do Berlina, gdzie zgodnie z wolą ojca rozpoczął studia medyczne i prawnicze, kontynuując jednocześnie edukację muzyczną u Siegfrieda Dehna i Wilhelma Tauberta. Później wyjechał do Wiednia, gdzie w latach 1842−1843 kształcił się na rocznym stypendium u Carla Czernego, Simona Sechtera i Otto Nicolaia. W 1846 roku wrócił do Berlina, gdzie udzielał lekcji gry na fortepianie i został nadwornym pianistą króla pruskiego. W 1850 roku wspólnie z Juliusem Sternem i Adolfem Bernhardem Marxem powołał do życia szkołę muzyczną (późniejsze Konserwatorium Sterna), wkrótce jednak skonfliktował się z nimi i w 1855 roku założył własną szkołę, Neue Akademie der Tonkust. Była to największa prywatna uczelnia w Niemczech, zatrudniająca 100 nauczycieli i kształcąca 1100 uczniów. Jego uczniami byli m.in. Maurycy Moszkowski, Heinrich Hofmann, Edmund Neupert, Jean Louis Nicodé, Xaver Scharwenka, Philipp Scharwenka i Hans Bischoff.

## Twórczość
Cieszył się poważaniem jako pedagog gry fortepianowej. Jego gra odznaczała się precyzją i umiejętnością wydobywania niuansów wyrazowych. Komponował wirtuozowskie utwory fortepianowe, m.in. Koncert c-moll, etiudy, miniatury. Opublikował prace dydaktyczne Schule des Oktavenspiel (Berlin 1848), Schule der Fingerübungen (Berlin ok. 1850), Ratschläage und Studien (Berlin ok. 1852), Materialen für den Elementar- Klavierunterricht (Berlin ok. 1859).